# Archispirostreptus cechii
Archispirostreptus cechii är en mångfotingart som beskrevs av Filippo Silvestri 1897. Archispirostreptus cechii ingår i släktet Archispirostreptus och familjen Spirostreptidae. Inga underarter finns listade i Catalogue of Life.